# Pierre Coste (résistant)
Pour les articles homonymes, voir Pierre Coste (homonymie) et Coste.
Pierre Coste, résistant français sous le pseudonyme de Jean Madelin, est né le 3 juin 1897 à Moulins et décédé le 24 avril 1952 à Laval, .

## Biographie
Fils d'un employé des contributions indirectes, il est originaire de l'Allier.
Engagé volontaire dans l'artillerie, il combat au sein du 36e régiment d'artillerie lors de la Première Guerre mondiale où il est blessé en 1917 et reçoit la croix de guerre.
Fonctionnaire des finances des contributions indirectes, il occupe différents postes en Mayenne, à Château-Gontier, Mayenne et Laval, et termine comme inspecteur général.
Il est le créateur en 1924 et directeur de la section de boxe du Sporting Club lavallois. Il devient ensuite Vice-président du Stade lavallois.
Mobilisé en 1939, il entre dans la résistance intérieure à son retour à Laval. Il prend contact avec Élisée Mautaint au mois de mai 1941 pour le charger de rechercher et de prospecter le sud de la Mayenne pour monter des groupes de résistance intérieure. 
Il participe début 1942 à la naissance du groupe de résistance Indépendants de la Mayenne, qui fusionne au printemps 1943 avec Libération-Nord. Il est, avant son arrestation, dirigeant du Comité départemental de libération de la Mayenne clandestin. 
Il est arrêté début janvier 1944 et libéré le mois suivant. À la fin de mars, les arrestations du docteur Bernard Queinnec et de Robert Hardy désorganisent le CDL dont il abandonne la direction. 
Arrêté à nouveau début mai 1944, il est envoyé à Compiègne, avant d'être déporté au camp de concentration de Neuengamme, puis transféré au camp de concentration de Ravensbrück.
Il est rapatrié le 26 juin 1945.

## Vie privée
Il épouse Suzanne Pacory à Laval en 1925.

## Décorations
Chevalier de la Légion d'honneur à titre militaire (décret du 28 février 1949)
 Croix de guerre 1914–1918
 Croix de guerre 1939–1945
 Médaille de la Résistance française (décret du 15 juin 1946)
 Insigne des blessés militaires
 Médaille de la déportation pour faits de Résistance de par son titre de déporté-résistant attribué le 30 mai 1950

## Sources
- Site des Amis de la Fondation pour la mémoire de la déportation de l'Allier.